# Тбилисский метрополитен
Тбили́сский метрополите́н (груз. თბილისის მეტროპოლიტენი) — система скоростного транспорта в Тбилиси. Открыт 11 января 1966 года. Четвёртый метрополитен в СССР и единственный в Грузии.
Состоит из двух линий общей протяжённостью 29,0 километров, обслуживающих 23 станции. В 2023 году метро перевезло 140 миллиона пассажиров.

## История
Строился Министерством строительства СССР, гражданскими и военными строителями в количестве 2500 человек.

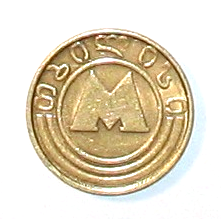
Первоначальный жетон

Введён в эксплуатацию 11 января 1966 года и стал четвёртым по счёту в СССР после Московского, Ленинградского и Киевского. Первая очередь состояла из участка «Руставели» — «Дидубе» с шестью станциями.
При строительстве Тбилисского метрополитена был освоен ряд новых технологий. Так, впервые в мировой практике метростроения был использован метод монолитно-прессованной бетонной обделки. В тбилисском метро были впервые применены сборные предварительно напряжённые центрифугированные колонны со спиральной арматурой с высокой несущей способностью (станции «Исани» и «Церетели»). Первым опытом в советском метростроении проектирования и строительства односводчатых станций глубокого заложения в скальных грунтах явились станции «Политехнический институт» и «Вокзальная-II», построенные в Тбилиси в 1979 году из монолитного бетона и железобетона.
Тбилисский метрополитен является вторым по величине метрополитеном Южного Кавказа (первым — Бакинский, третьим — Ереванский). По длине эксплуатируемых линий занимает 131-е место в мире и восьмое — среди метрополитенов бывшего СССР (после Московского, Петербургского, Киевского, Ташкентского, Харьковского, Минского и Бакинского).
Станции расположены на двух линиях — Ахметели-Варкетилской и Сабурталинской. В Тбилисском метрополитене действует линейная система движения поездов с одной пересадочной станцией. В 2017 году была открыта 23-я станция — «Государственный университет».
В середине 1980-х годов существовали планы строительства третьей линии, которая должна была начинаться на Военно-Грузинской дороге и кончаться на станции «Вазисубани», с пересадкой на Ахметели-Варкетилскую линию на станциях Дидубе-2, Руставели-2 и Варкетили-2, а на Сабурталинскую линию на станции Политехническая-2. Для обеспечения дальнейшего строительства и расширения метрополитена, особенно в период работ над третьей очередью, была создана новая производственная база. Основная строительная организация, «Тбилтоннельстрой», испытывала острую нехватку железобетонных конструкций и бетона. Для решения этой проблемы в начале 1980-х годов в посёлке Орхеви был построен новый завод железобетонных конструкций (ЖБК), который начал выпускать до 20 тысяч кубометров сборного железобетона и 50 тысяч кубометров товарного бетона в год. Этот завод стал ключевым элементом в материально-техническом снабжении тбилисских метростроителей. Ввод в эксплуатацию нового завода в Орхеви позволил к 1983 году полностью ликвидировать старый, неэффективный завод ЖБК, находившийся в другом районе города.Работы были начаты в 1988 году, однако в связи с распадом СССР и недостатком финансирования, все работы были свёрнуты, а текущие постройки законсервированы.
До 2010 года в метрополитене действовали жетоны (сначала металлические, затем пластиковые). Тбилисский метрополитен стал третьим на постсоветском пространстве (после Московского и Бакинского), отказавшимся от жетонов. В ходе широкомасштабной реконструкции тбилисского метрополитена в 2010 году система оплаты проезда была переведена на пластиковые карты MetroMoney. В течение 1,5 часов с момента оплаты поездки в метро по той же карте можно бесплатно проехать на городском автобусе. Стоимость проезда на май 2019 года составляла 50 тетри, на апрель 2022 года — 1 лари.
Часы работы метрополитена — с 6:00 до 24:00. Интервал в движении поездов — от 2,5 минут в часы пик до 12 минут в позднее время.
Метрополитен управляется Тбилисской транспортной компанией, которая начала свою работу в тот же год, что и метро, в 1966 году.
С 31 марта по 29 мая 2020 года и с 28 ноября 2020 года по 8 февраля 2021 года метрополитен был закрыт из-за пандемии COVID-19.

## Хронология пусковых комплексов
- 11 января 1966: Дидубе — Руставели
- 6 ноября 1967: Руставели — 300 Арагвели
- 10 мая 1971: 300 Арагвели — Самгори
- 15 сентября 1979: Садгурис моедани — Делиси
- 9 ноября 1985: Самгори — Варкетили
- 16 ноября 1985: Дидубе — Гурамишвили (без «Грмагеле»)
- 28 ноября 1985: Грмагеле
- 7 января 1989: Гурамишвили — Ахметелис театри
- 2 апреля 2000 года: Делиси — Важа-Пшавела
- 16 октября 2017 года: Важа-Пшавела — Государственный университет
- 18 марта 2023: Гоциридзе (повторное открытие после реконструкции)

## Линии
| #     | Название                    | Открытие | Последняя станция открыта | Длина, км | Количество станций |
| ----- | --------------------------- | -------- | ------------------------- | --------- | ------------------ |
| 1     | Ахметели-Варкетилская линия | 1966     | 1989                      | 19,6      | 16                 |
| 2     | Сабурталинская линия        | 1979     | 2017                      | 9,4       | 7                  |
| Всего | Всего                       | Всего    | Всего                     | 29,0      | 23                 |

## Характеристики станций
Тбилисский метрополитен, состоит из двух линий. На них расположены 23 станции. Станции Тбилисского метрополитена, расположены на двух линиях, с одним пересадочным узлом.
Станции Тбилисского метрополитена делятся на:
- односводчатые, глубокого заложения (6);
- колонные, глубокого заложения (6);
- пилонные, глубокого заложения (5);
- односводчатые, мелкого заложения (1);
- колонные, мелкого заложения (3);
- наземные (2);

## Станции

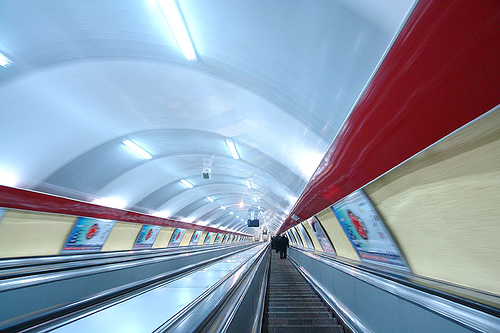
обновлённый наклонный ход (станция Тависуплебис моедани)
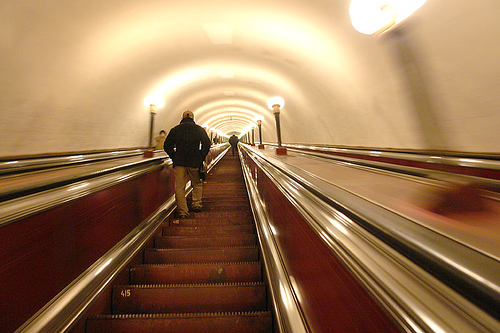
необновлённый наклонный ход (станция Руставели)
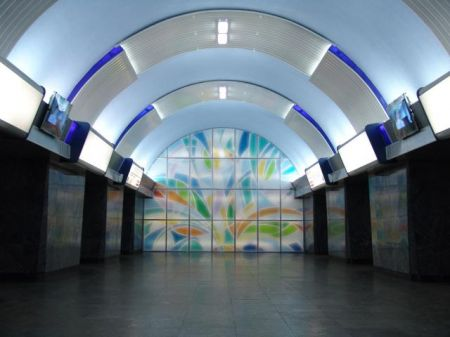
станция Авлабари (обновлённая)
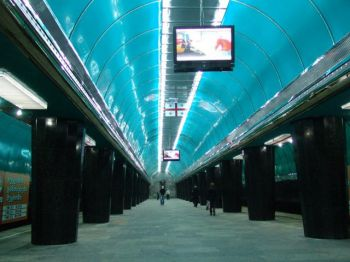
станция Церетели (обновлённая)
станция Исани (обновлённая)
станция Текникури университети
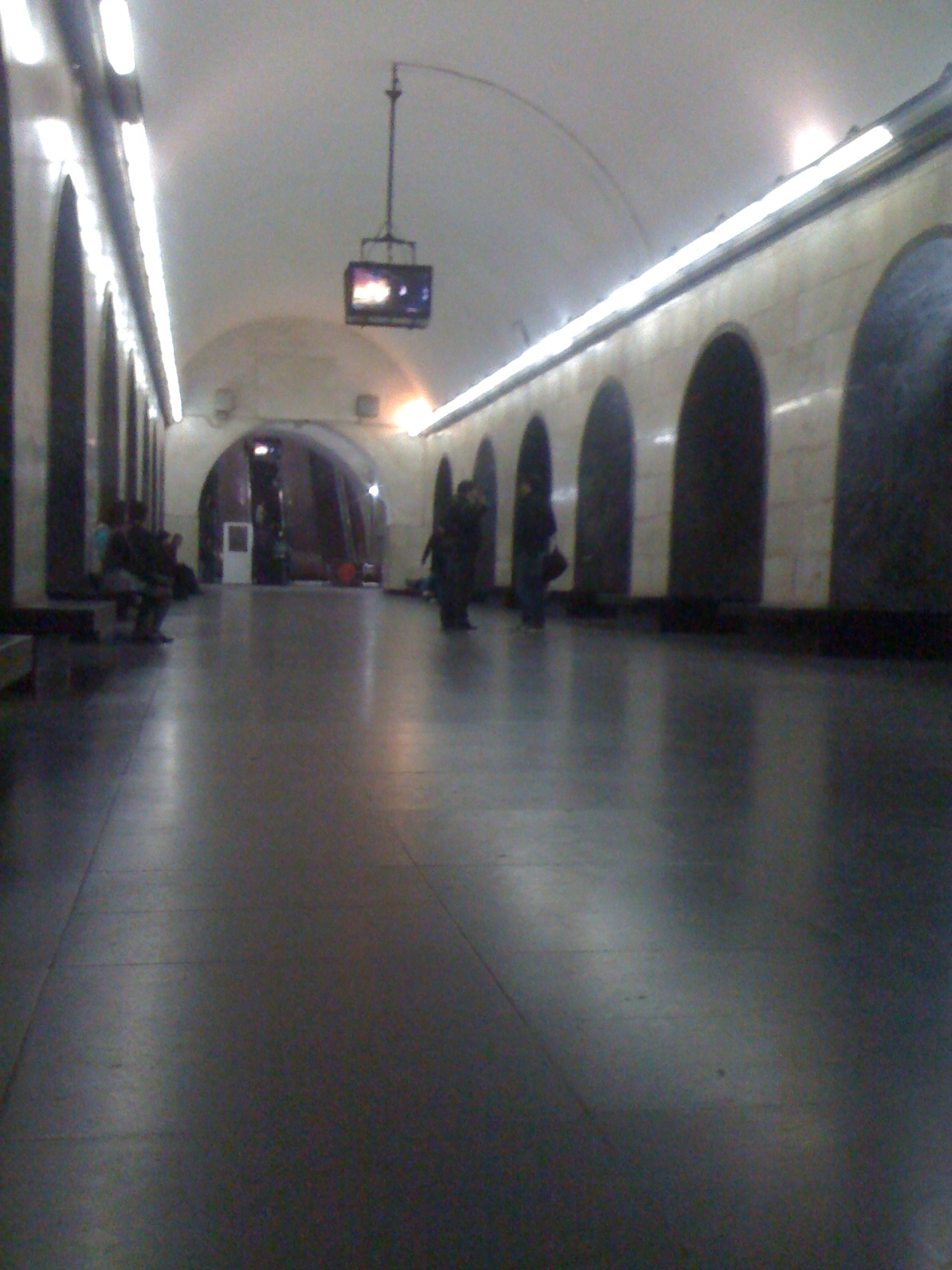
станция Марджанишвили
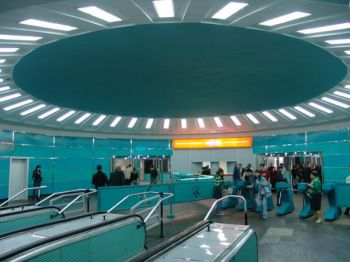
вестибюль внутри (обновлённый, станция Церетели)
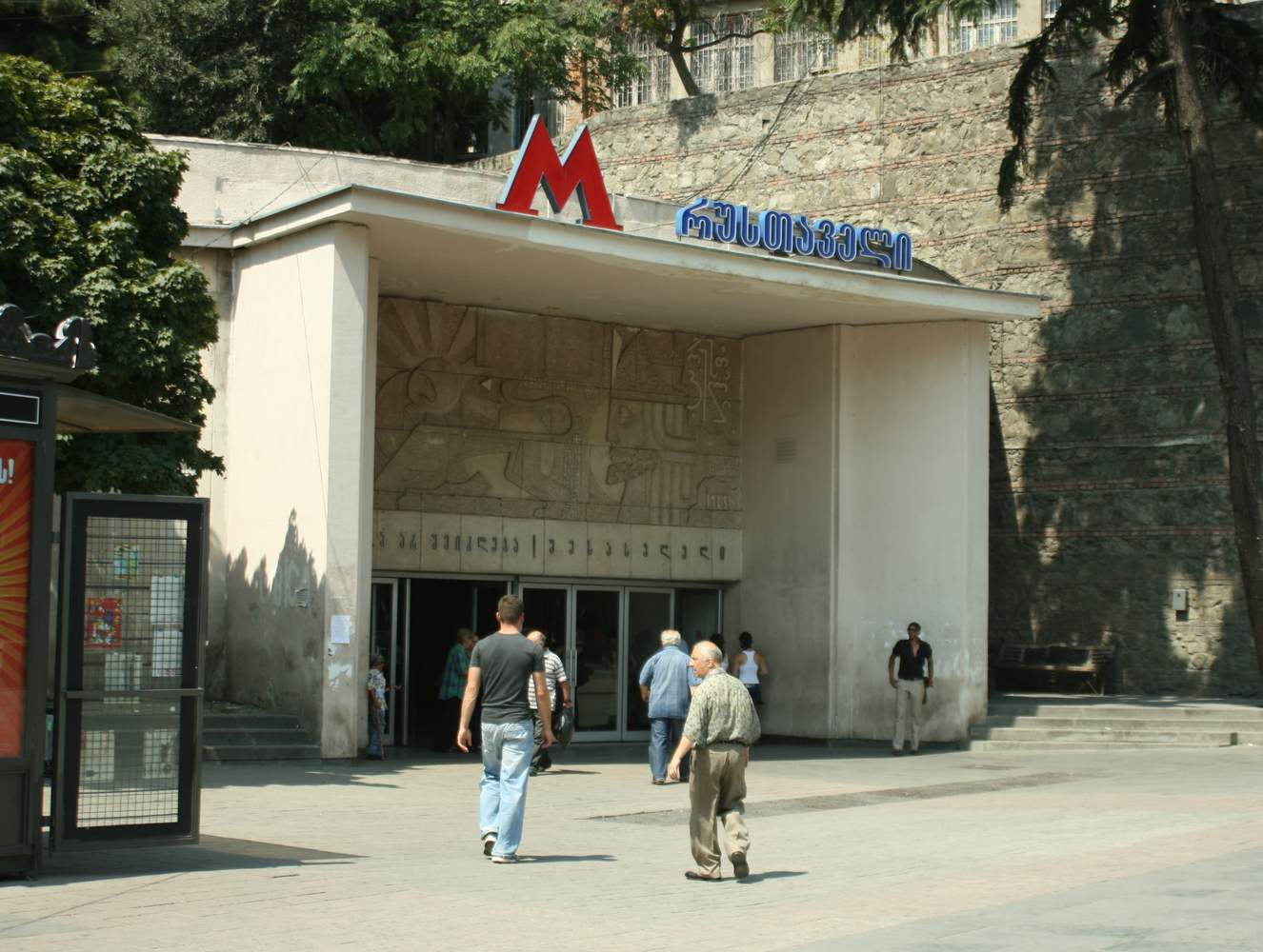
павильонный вестибюль (станция Руставели)
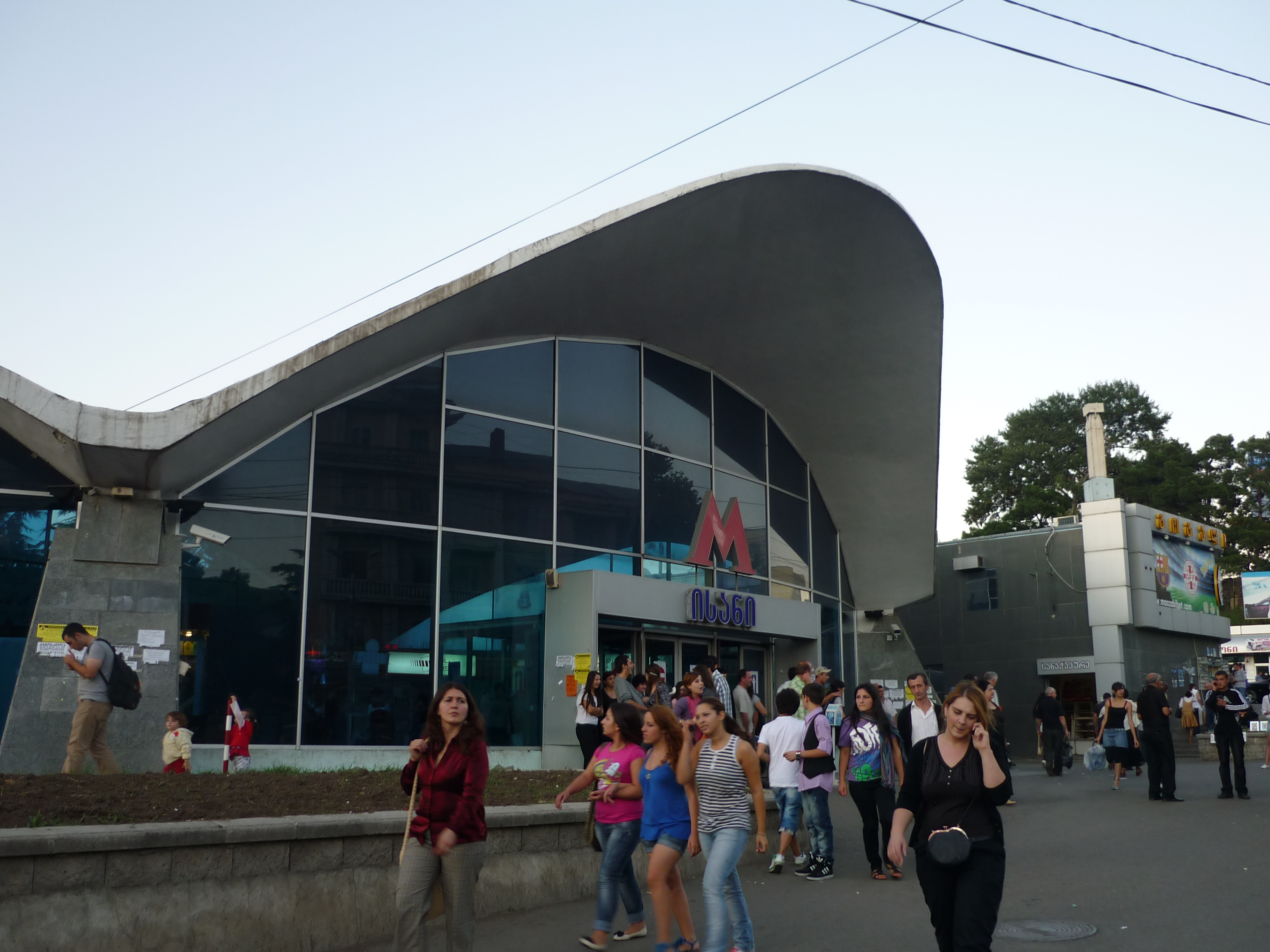
павильонный вестибюль (станция Исани)
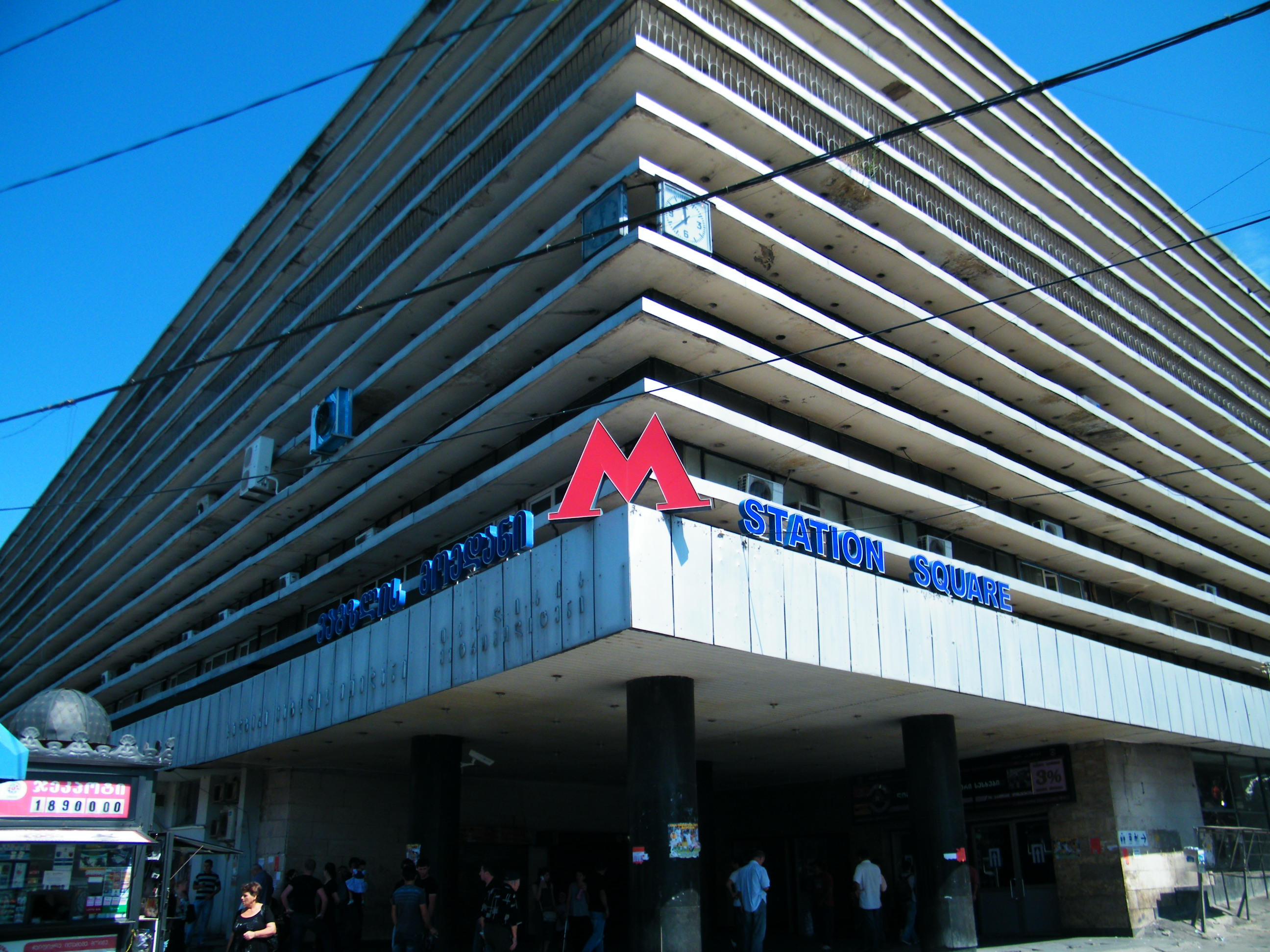
встроенный вестибюль (станция Садгурис моедани-1)
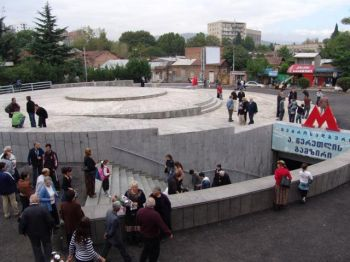
беспавильонный вестибюль (станция Церетели)

Станции Тбилисского метрополитена рассчитаны на приём 5-вагонных поездов, в данный[какой?] момент руководство метрополитена не планирует добавлять по одному вагону в каждый состав на линии Ахметели-Варкетили, однако на Сабурталинской линии добавили по одному вагону на каждый состав. По Ахметели-Варкетилской линии курсируют четырёхвагонные составы, по Сабурталинской также четырёхвагонные — после 2019 года в ходе модернизации вагонов Ема-502 (до этого ходили трёхвагонные).
В 2008—2009 годах были проведены работы по ремонту и модернизации внешнего облика некоторых станций глубокого заложения. В том числе, почти на всех станциях были демонтированы светильники с балюстрад эскалаторов. По утверждению начальства, они мешали проводить уборку.
На данный момент, светильники на эскалаторных балюстрадах остаются на станции Вокзальная площадь, в наклонном ходе на выход в сторону улицы Дадиани.
12 августа 2020 мэр Тбилиси Каха Каладзе озвучил планы реконструкции десяти станций метрополитена при финансовой поддержке Европейского банка реконструкции и развития.

### Ахметели-Варкетилская линия (19,6 км)
| №  | Название                                                                         | Дата открытия   | Тип                                                                 |
| -- | -------------------------------------------------------------------------------- | --------------- | ------------------------------------------------------------------- |
| 1  | Тбилисское море                                                                  | Проектировалась | Подземная                                                           |
| 2  | Мухиани                                                                          | Проектировалась | Подземная                                                           |
| 3  | Ахметелис театри. Бывшая «Глдани»                                                | 7 января 1989   | Колонная трёхсводчатая глубокого заложения                          |
| 4  | Сараджишвили. Бывшая Гурамишвили                                                 | 7 января 1989   | Колонная трёхсводчатая глубокого заложения                          |
| 5  | Гурамишвили. Бывшая «ТЭВЗ»                                                       | 16 ноября 1985  | Односводчатая глубокого заложения                                   |
| 6  | Грмагеле                                                                         | 28 ноября 1985  | Односводчатая глубокого заложения                                   |
| 7  | Дидубе                                                                           | 11 января 1966  | Наземная, открытая                                                  |
| 8  | Гоциридзе. Бывшая «Электродепо»                                                  | 11 января 1966  | Наземная, открытая                                                  |
| 9  | Надзаладеви. Бывшая «Октомбери» (Октябрьская)                                    | 11 января 1966  | Пилонная трёхсводчатая глубокого заложения                          |
| 10 | Садгурис моедани-1. Бывшая «Вагзлис моедани» (оба названия — Вокзальная площадь) | 11 января 1966  | Пилонная трёхсводчатая глубокого заложения. Переход на вторую линию |
| 11 | Марджанишвили                                                                    | 11 января 1966  | Пилонная трёхсводчатая глубокого заложения                          |
| 12 | Руставели                                                                        | 11 января 1966  | Колонная трёхсводчатая глубокого заложения. Переход на третью линию |
| 13 | Тависуплебис моедани (Площадь Свободы). Бывшая «Ленинис моедани»(площадь Ленина) | 6 ноября 1967   | Колонная трёхсводчатая глубокого заложения                          |
| 14 | Авлабари. Бывшая «26 комиссаров»                                                 | 6 ноября 1967   | Пилонная трёхсводчатая глубокого заложения                          |
| 15 | 300 Арагвели                                                                     | 6 ноября 1967   | Пилонная трёхсводчатая глубокого заложения                          |
| 16 | Исани                                                                            | 10 мая 1971     | Колонная трёхсводчатая глубокого заложения                          |
| 17 | Самгори                                                                          | 10 мая 1971     | Колонная трёхпролётная мелкого заложения                            |
| 18 | Варкетили                                                                        | 9 ноября 1985   | Односводчатая глубокого заложения                                   |
| 19 | Вазисубани                                                                       | Неизвестно      | Подземная                                                           |

### Сабурталинская линия (9,4 км)
| # | Название                                                                                   | Дата открытия    | Тип                                                        |
| - | ------------------------------------------------------------------------------------------ | ---------------- | ---------------------------------------------------------- |
| 1 | Садгурис моедани-2. Бывшая «Вагзлис моедани» (оба названия — Вокзальная площадь)           | 15 сентября 1979 | Односводчатая глубокого заложения. Переход на первую линию |
| 2 | Церетели. Бывшая «Церетлис гамзири» (Проспект Церетели)                                    | 15 сентября 1979 | Колонная трёхсводчатая глубокого заложения                 |
| 3 | Текникури университети (Технический университет). Бывшая «Политекникури» (Политехническая) | 15 сентября 1979 | Односводчатая глубокого заложения                          |
| 4 | Самедицино университети (Медицинский университет). Бывшая «Комсомольская»                  | 15 сентября 1979 | Колонная трёхпролётная мелкого заложения                   |
| 5 | Делиси (в 1992—2007 годах «Виктор Гоциридзе»)                                              | 15 сентября 1979 | Односводчатая мелкого заложения                            |
| 6 | Важа-Пшавела (в апреле-июне 2000 года «Бахтриони»)                                         | 2 апреля 2000    | Колонная трёхпролётная мелкого заложения                   |
| 7 | Государственный Университет                                                                | 16 октября 2017  | Односводчатая глубокого заложения                          |

### Руставели-Вазисубанская линия (не открыта)
| #  | Название                                         | Статус | Тип       |
| -- | ------------------------------------------------ | --- | --------- |
| 1  | Военно-Грузинская дорога                         | Проектировалась | Подземная |
| 2  | Дигоми                                           | Проектировалась | Подземная |
| 3  | Дидубе                                           | Проектировалась | Наземная  |
| 4  | ВДНХ                                             | Проектировалась | Подземная |
| 5  | Текникури университети (Технический университет) | Проектировалась | Подземная |
| 6  | Ваке                                             | Была в проекте | Подземная |
| 7  | Руставели-2                                      | Была начата проходка подходного тоннеля с набережной, на этом работы остановились (1992 год)                                                               | Подземная |
| 8  | Саарбрюкенская площадь                           | Наклонный эскалаторный тоннель начат, но строительство было заморожено (1992 год). Конструкции затоплены.                                                  | Подземная |
| 9  | Нижняя Элия                                      | Предположительно, строительные работы не начинались. Промежуточный рабочий ствол затоплен и частично демонтирован.                                         | Подземная |
| 10 | Верхняя Элия                                     | По неподтвержденной информации, строительные работы уперлись в ряд проблем. Работы были свернуты, ствол забутован.                                         | Подземная |
| 11 | Вазисубани                                       | Наклонный эскалаторный тоннель начат, но строительство было заморожено (1992 год). На декабрь 2009 эскалаторный ход затоплен, но целы подходные выработки. | Подземная |
| 12 | Варкетили-2                                      | Построен лишь задел под переход. Работы по сооружению второй станции не начинались и информации об этом нет.                                               | Подземная |
| 13 | Кахетинское шоссе                                | Была в проекте | Подземная |
| 14 | Московский проспект                              | Была в проекте | Подземная |

## Планы по возобновлению строительства Руставели-Вазисубанской линии
Планы по возобновлению строительства Руставели-Вазисубанской (третьей) линии Тбилисского метрополитена периодически появляются в новостных сводках. Так, например, открытие новых станций обещал один из бывших премьер-министров Грузии Гиорги Гахария в рамках предвыборной кампании на пост мэра Тбилиси в 2021 году. В марте-апреле 2025 представители мэрии Тбилиси, Тбилисской транспортной компании и сам мэр Тбилиси Каха Каладзе озвучили концепцию развития транспортной системы города, представив обобщенные планы создания ветки скоростоного трамвая (и восстановления трамвайной сети как таковой) и постройки третьей линии. Однако планируется только ввод участка «Дидубе-2» ― «Руставели-2» с промежуточными станциями «Гамофена» (на месте ранее планируемой станции «ВДНХ» в районе Expo Georgia), «Самедицино университети-2», «Централури парки», «Вакис парки», «Ваке». Участок же от района Диди Дигоми до «Дидубе-2» планируется обеспечить лишь скоростным трамваем.

## Подвижной состав

### Ахметели-Варкетильская линия
По Ахметели-Варкетильской линии курсируют составы из вагонов серий 81-717М/714М, Еж3М/Ем-508Т и Ема-502М, все вагоны являются модернизированными в Тбилисском филиале ЗРЭПС. Обслуживал линию электродепо ТЧ-1 «Надзаладеви» до 1985 года. С октября 1985 года линию полностью обслуживает электородепо ТЧ-2 «Глдани»

### Сабурталинская линия
По Сабурталинской линии курсируют составы из вагонов серий 81-717М/714М и Ема-502М. Её обслуживает электродепо ТЧ-1 «Надзаладеви».

### Пассажирский подвижной состав
В качестве подвижного состава использовались вагоны типов Е (эксплуатировались с момента открытия до 2010), Еж, Еж1 (1970 — середина 2000-х), Еж3 (1973 — настоящее время), Ема-502 (1979 — настоящее время) и 81-717.5/714.5 (1988 — настоящее время). В 2005—2017 годах подавляющее большинство вагонов прошло модернизацию по чешскому образцу, аналогично пражским вагонам 81-71М, и получили обозначение типа 81-717М/714М. Модернизация включает в себя замену электрооборудования, радикальное изменение салона и внешнего вида вагонов: на головные вагоны устанавливается новая стеклопластиковая маска, вагоны перекрашиваются в серебристо-красно-белую расцветку. У головных вагонов, модернизируемых в промежуточные, ликвидируется кабина машиниста и её пространство используется под пассажирский салон. По подобному образцу также была произведена модернизация метропоездов серии 81-717/714 для Бакинского и Ереванского метрополитенов.

### Служебный подвижной состав
В ТЧ-2 «Глдани» находится один вагон типа В № 163, который является путеизмерителем. В настоящее время каждый месяц выходит в пятивагонной составности с вагонами Еж3М.

### Электродепо
Обслуживают подвижной состав два депо — ТЧ-1 «Надзаладеви» и ТЧ-2 «Глдани». По состоянию на 2020 год работает 184 модернизированных вагонов 81-717М/714М. На данный момент продолжается модернизация. Руководством метрополитена планируется реставрация одного немодернизированного состава из трёх вагонов Ема-502/Ем-501 до первоначального состояния. Он станет первым музейным поездом Тбилисского метрополитена. Также есть немодернизированный головной вагон 81-717.5 под номером 10137.

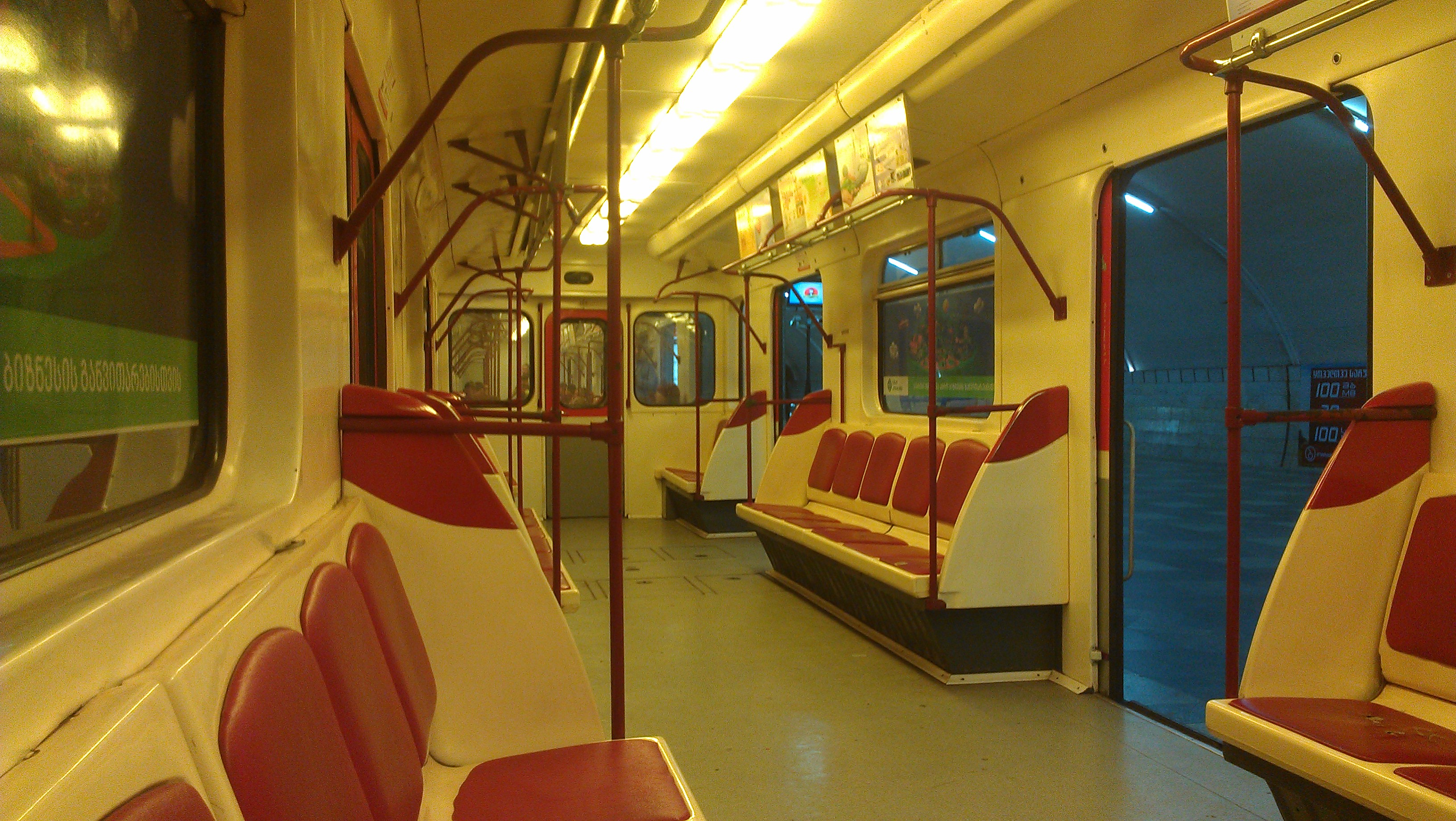
Пассажирский салон модернизированного поезда 81-717М/714М
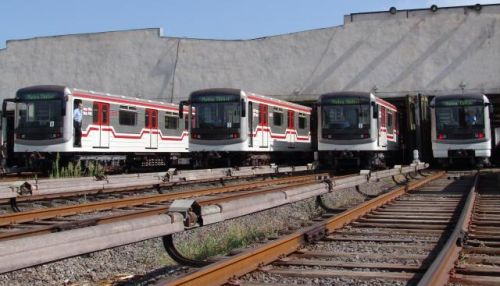
Модернизированные поезда 81-717М/714М в депо
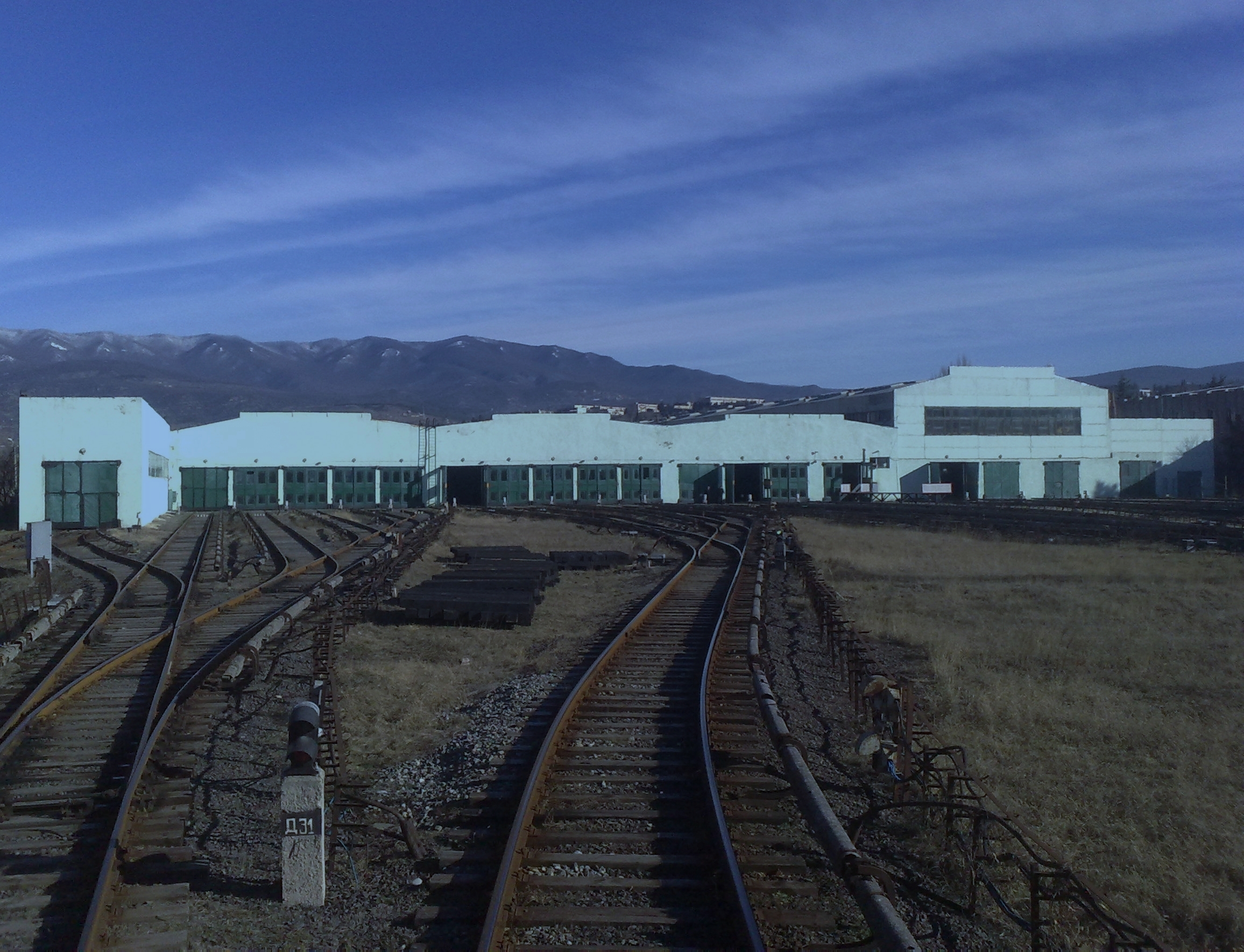
Депо ТЧ-2 «Глдани»

## Автоинформатор
В поездах действует автоинформатор. Во время приезда на станцию, женский голос озвучивает название станции. Если станция имеет название, которое можно дословно перевести на английский, то после объявления на грузинском следует объявление и на английском, например:
თავისუფლების მოედანი / Liberty Square.
Когда поезд готов отъехать со станции, звучит 3-нотный сигнал, и женский голос объявляет следующую станцию:
[Сигнал]
შემდეგი სადგური [имя], Next station [имя]
(Следующая станция: [имя])
На конечных станциях при прибытии объявление звучит так:
[имя], ბოლო გაჩერება, [имя],  Last stop.
([имя], Конечная остановка)
На пересадочной станции Садгурис моедани, при прибытии, объявление звучит так:
Садгурис моедани-1:
სადგურის მოედანი, გადასასვლელი საბურთალოს ხაზზე. Station Square, transfer to Saburtalo Line.
(Садгурис моедани, пересадка на Сабурталинскую линию)
Садгурис моедани-2:
სადგურის მოედანი, ბოლო გაჩერება, გადასასვლელი პირველ ხაზზე. Station Square, Last stop, transfer to first line.
(Садгурис моедани, Конечная остановка, пересадка на первую линию).
Служебные объявления озвучивает мужской голос. Такой вариант был предложен в 2019 году в связи с закрытием станции Гоциридзе на ремонт. Объявление для этой станции, когда была закрыта, звучала только на грузинском:
ძვირფასო მგზავრებო, სადგურ "გოცირიძეს" მატარებელი გაივლის გაუჩერებლად.
(Уважаемые пассажиры, поезд проследует станцию Гоциридзе без остановки.)
После открытия станции Гоциридзе, появилось новое объявление с просьбой не прислоняться к дверям. Оно звучит сразу после объявления следующей станции:
გთხოვთ, ნუ მიეყრდნობით კარებს. Please, don't lean on the door.
(Пожалуйста, не прислоняйтесь к дверям).
В советское время, также существовало объявление «Осторожно, двери закрываются!», однако в 2000-х оно было убрано. 
До 2005 года перед закрытием дверей вместо нынешнего нотного сигнала женский голос объявлял только на грузинском языке «Двери закрываются» (ориг. „კარები იკეტება”) и затем информацию о следующей станции. До того же года на всех конечных станциях женский голос объявлял на грузинском языке «Просим освободить вагоны» (ориг. „გთხოვთ გაანთავისუფლოთ ვაგონები”).
Во время пандемии COVID-19 в поездах также звучало объявление о масочном режиме женским голосом на грузинском: "ძვირფასო მოქალაქეებო, კორონავირუსის გავრცელების თავიდან აცილების მიზნით, საზოგადოებრივ ტრანსპორტში მგზავრობა დაშვებულია მხოლოდ პირბადით." (рус. Дорогие граждане, с целью избежания расспространения Коронавируса, езда в общественном транспорте разрешена только с маской.)

## Общественная позиция
В 2021 году Тбилисский метрополитен заключил контракт с «Метровагонмашем» на обновление подвижного состава в количестве 40 единиц (по другим источникам, 44), что после вторжения России на Украину было воспринято негативно. В 2023 году тбилисские власти отказались от закупки нового подвижного состава в России в связи с подпаданием «Метровагонмаша» под санкции, перед отказом, однако, не планируя отменять закупку. Но уже в середине года контракт был полностью расторгнут. На момент начала 2025 года Тбилиси вновь объявил тендер на закупку подвижных составов.
Критике общественности подвергается и некомпетентность мэрии Тбилиси в отношении выбора подрядчиков для проведения ремонта станций метрополитена. Так, ремонт станции «Гоциридзе» продлился около 2 лет против обещанных 3 месяцев, в течение которых сменилось два подрядчика, около двух лет продлился ремонт верхнего вестибюля станции «Авлабари» и так же около двух лет длится ремонт станции «Варкетили». Стабильность работы метрополитена также является поводом для дискуссий. Периодически происходит полная остановка движения на части линий или на всём их протяжении, что связано с «усталостью» подвижного состава и ухудшающимся техническим состоянием тоннелей.